# Hello, I Love You
"Hello, I Love You" é uma canção dos The Doors do seu álbum de 1968 Waiting for the Sun. Foi lançado como single nesse mesmo ano e chegou ao 1º lugar nos EUA, vendendo um milhão de cópias. Esta canção, tal como o álbum, era considerada mais pop/comercial que os restantes trabalhos dos Doors, levando muitos a acreditar que a banda se tinha vendido.  
Nas notas de The Doors Box Set, Robbie Krieger negou as alegações de que a estrutura musical da canção havia sido retirada de Ray Davies, cuja canção "All Day and All of the Night" possuía um riff similar. Pelo contrário, afirmou que se havia inspirado na canção dos Cream "Sunshine of Your Love".
Esta canção teve covers de Buddy Rich, The Cure, Eurythmics, Simple Minds, Adam Ant, Stupid Set, Adam Freeland e Program The Dead.

## Posição nas paradas musicais
| Parada (1968)                      | Melhor posição |
| ---------------------------------- | -------------- |
| Canadá (RPM Top Singles)           | 1              |
| Alemanha                           | 33             |
| Países Baixos                      | 14             |
| Nova Zelândia                      | 12             |
| África do Sul (Springbok)          | 11             |
| Suíça                              | 10             |
| Reino Unido                        | 15             |
| Estados Unidos (Billboard Hot 100) | 1              |
| Estados Unidos (Cash Box Top 100)  | 1              |

| Parada (1968)                      | Posição |
| ---------------------------------- | ------- |
| Canadá                             | 13      |
| Estados Unidos (Billboard Hot 100) | 14      |
| Estados Unidos (Cash Box)          | 15      |